# 第7特科連隊
第7特科連隊（だいななとっかれんたい、JGSDF 7th Artillery Regiment(Mechanized)）は、北海道千歳市の東千歳駐屯地に駐屯する第7師団隷下の野戦特科部隊である。

## 沿革
- 1956年（昭和31年）
  - 1月25日：第7混成団隷下に第7特科連隊（3個大隊基幹）が東千歳駐屯地において編成完結。
  - 2月10日：第7特科連隊が東千歳駐屯地から真駒内駐屯地に移駐。
- 1960年（昭和35年）2月22日：部隊改編。

1. 第7特科連隊第1特科大隊（真駒内駐屯地）が第5特科連隊第2特科大隊に称号変更。
2. 第5特科連隊第2特科大隊（東千歳駐屯地）が第7特科連隊第1特科大隊に称号変更。

- 1961年（昭和36年）
  - 2月28日：第7混成団（機械化）へ改編。

  1. 第2特科大隊を東千歳駐屯地に新編。
  2. 第3特科大隊、第4特科大隊および第5特科大隊（高射特科）を真駒内駐屯地に新編。

  - 8月26日：第5特科連隊第2特科大隊（真駒内駐屯地）が第11特科連隊の編成部隊として第7特科連隊に隷属替え。
- 1962年（昭和37年）
  - 1月25日：第7特科連隊（第1、第2特科大隊を除く。）が真駒内駐屯地から東千歳駐屯地に移駐。
  - 8月15日：第7混成団が第7師団に改編。
- 1965年（昭和40年）12月：第4特科大隊にM44 155mm自走榴弾砲を装備。
- 1967年（昭和42年）9月：第1～第3特科大隊にM52 105mm自走榴弾砲を装備。
- 1971年（昭和46年）7月27日：第5特科大隊（高射特科）が東千歳駐屯地から静内分屯地に移駐。
- 1977年（昭和52年）3月25日：部隊改編。

1. 本部中隊に情報小隊が新編。
2. 第5特科大隊に35mm2連装高射機関砲 L-90を配備。

- 1981年（昭和56年）3月25日：部隊改編。

1. 第7師団の改編により、第5特科大隊が第7師団直轄の第7高射特科連隊として分離独立し、静内分屯地に新編。
2. 75式自走155mmりゅう弾砲を装備開始。

- 1985年（昭和60年）2月25日：第4特科大隊の装備をM44 155mm自走榴弾砲から75式自走155mmりゅう弾砲に更新。
- 1994年（平成06年）3月28日：本部中隊情報小隊を廃止・改編し、情報中隊を東千歳駐屯地に新編。
- 2000年（平成12年）
  - 3月28日：後方支援体制変換に伴い、整備部門を第7後方支援連隊第2整備大隊特科直接支援中隊へ移管。即応予備自衛官制度の導入を開始。
  - 3月29日から有珠山噴火により災害派遣出動。
- 2004年（平成16年）3月：第1特科大隊に99式自走155mmりゅう弾砲を装備開始。
- 2005年（平成17年）3月：第2特科大隊に99式自走155mmりゅう弾砲を装備開始。
- 2006年（平成18年）3月：第3特科大隊に99式自走155mmりゅう弾砲を装備開始。
- 2007年（平成19年）
  - 3月：第4特科大隊に99式自走155mmりゅう弾砲を装備開始。
  - 9月：第7特科連隊の99式自走155mmりゅう弾砲への更新完了。

## 部隊編成
- 第7特科連隊本部
- 本部中隊「7特-本」：82式指揮通信車、野戦特科射撃指揮装置 JGSQ-W3、野戦特科情報処理システム
- 情報中隊「7特-情」：対砲レーダ装置 JTPS-P16、対迫レーダ装置 JMPQ-P13、気象測定装置 JMMQ-M5
- 第1特科大隊
  - 第1特科大隊本部
  - 本部管理中隊「7特-1-本」：82式指揮通信車
  - 第1射撃中隊「7特-1-1」： 99式自走155mmりゅう弾砲、99式弾薬給弾車
  - 第2射撃中隊「7特-1-2」： 99式自走155mmりゅう弾砲、99式弾薬給弾車
- 第2特科大隊
  - 第2特科大隊本部
  - 本部管理中隊「7特-2-本」：82式指揮通信車
  - 第3射撃中隊「7特-2-3」：99式自走155mmりゅう弾砲、99式弾薬給弾車
  - 第4射撃中隊「7特-2-4」：99式自走155mmりゅう弾砲、99式弾薬給弾車
- 第3特科大隊
  - 第3特科大隊本部
  - 本部管理中隊「7特-3-本」：82式指揮通信車
  - 第5射撃中隊「7特-3-5」：99式自走155mmりゅう弾砲、99式弾薬給弾車
  - 第6射撃中隊「7特-3-6」：99式自走155mmりゅう弾砲、99式弾薬給弾車
- 第4特科大隊
  - 第4特科大隊本部
  - 本部管理中隊「7特-4-本」：82式指揮通信車
  - 第7射撃中隊「7特-4-7」：99式自走155mmりゅう弾砲、99式弾薬給弾車
  - 第8射撃中隊「7特-4-8」：99式自走155mmりゅう弾砲、99式弾薬給弾車

## 整備支援部隊
- 第7後方支援連隊第2整備大隊特科直接支援中隊「7後支-2整-特」（東千歳駐屯地）：2000年（平成12年）3月28日から

## 主要幹部
| 官職名        | 階級    | 氏名   | 補職発令日     | 前職                                          |
| ------------- | ------- | ------ | -------------- | --------------------------------------------- |
| 第7特科連隊長 | 1等陸佐 | 西﨑心 | 2024年08月01日 | 陸上自衛隊富士学校 諸職種協同センター計画課長 |

| 代 | 氏名       | 在職期間                        | 前職                                            | 後職                                       |
| -- | ---------- | ------------------------------- | ----------------------------------------------- | ------------------------------------------ |
| 01 | 秋山克二   | 1956年01月25日 - 1957年08月11日 |                                                 | 第1特科団本部高級幕僚                      |
| 02 | 肥田木安   | 1957年08月12日 - 1959年07月31日 | 第1特科連隊副連隊長 →1957年08月16日 1等陸佐昇任 | 北部方面監察隊長 兼 北部方面総監部監察課長 |
| 03 | 篠田平吉   | 1959年08月01日 - 1961年11月30日 | 陸上自衛隊富士学校特科部教官                    | 第7特科連隊付                              |
| 04 | 渡辺勇雄   | 1961年12月01日 - 1964年04月09日 | 第1特科団本部勤務                               | 第7師団司令部付                            |
| 05 | 倉岡愛和   | 1964年07月16日 - 1966年03月15日 | 第7特科連隊副連隊長                             | 陸上自衛隊幹部学校研究員                   |
| 06 | 松原幹夫   | 1966年03月16日 - 1968年03月15日 | 第5特科連隊副連隊長                             | 陸上自衛隊幹部学校研究員                   |
| 07 | 小埜隆     | 1968年03月16日 - 1970年03月15日 | 陸上幕僚監部付                                  | 陸上自衛隊富士学校研究部第3課長            |
| 08 | 臼田祐介   | 1970年03月16日 - 1972年03月15日 | 統合幕僚会議事務局第5幕僚室勤務                 | 陸上自衛隊高射学校勤務                     |
| 09 | 根岸甲子郎 | 1972年03月16日 - 1974年03月15日 | 中央調査隊副隊長                                | 陸上自衛隊幹部学校研究員                   |
| 10 | 寺田義教   | 1974年03月16日 - 1975年07月15日 | 陸上幕僚監部第5部教材班長                       | 陸上幕僚監部幕僚庶務室研究班長             |
| 11 | 田嶋茂     | 1975年07月16日 - 1977年03月15日 | 陸上幕僚監部第3部研究班長                       | 陸上自衛隊幹部候補生学校教育部長           |
| 12 | 松本英助   | 1977年03月16日 - 1978年07月31日 | 陸上自衛隊富士学校学校教官                      | 陸上自衛隊富士学校特科部教育課長           |
| 13 | 城市昌昭   | 1978年08月01日 - 1980年03月16日 | 陸上自衛隊幹部学校研究員                        | 第2教育団副団長                            |
| 14 | 田崎英之   | 1980年03月17日 - 1982年03月15日 | 陸上幕僚監部教育訓練部訓練課 教範・教養班長     | 陸上自衛隊富士学校特科部教育課長           |
| 15 | 野原征夫   | 1982年03月16日 - 1984年03月15日 | 陸上幕僚監部監理部総務課 広報班長               | 統合幕僚会議事務局第5幕僚室勤務            |
| 16 | 辻川健二   | 1984年03月16日 - 1985年08月07日 | 陸上幕僚監部調査部調査第2課 調査第2班長         | 陸上幕僚監部監理部総務課 広報室長          |
| 17 | 二見宣     | 1985年08月08日 - 1987年03月15日 | 東部方面総監部調査部調査課長                    | 陸上自衛隊幹部学校研究員                   |
| 18 | 伊藤宏美   | 1987年03月16日 - 1989年07月31日 | 東北方面総監部調査部調査課長                    | 北熊本駐屯地業務隊長                       |
| 19 | 田中資郎   | 1989年08月01日 - 1991年07月31日 | 中部方面総監部調査部調査課長                    | 守山駐屯地業務隊長                         |
| 20 | 工藤義弘   | 1991年08月01日 - 1994年03月22日 | 第5師団司令部第3部長                            | 防衛大学校訓練部訓練課長                   |
| 21 | 定村建夫   | 1994年03月23日 - 1997年03月25日 | 陸上幕僚監部教育訓練部訓練課 教範・教養班長     | 陸上自衛隊富士学校特科部教育課長           |
| 22 | 櫨場芳文   | 1997年03月26日 - 2000年03月31日 | 西部方面総監部調査部調査課長                    | 第1特科団副団長                            |
| 23 | 中野陽一郎 | 2000年04月01日 - 2002年12月01日 | 陸上幕僚監部教育訓練部教育課 学校第1班長        | 自衛隊新潟地方連絡部長                     |
| 24 | 山澤將人   | 2002年12月02日 - 2004年11月30日 | 統合幕僚会議事務局第1幕僚室 人事計画班長        | 情報本部                                   |
| 25 | 渡邊金三   | 2004年12月01日 - 2006年07月30日 | 陸上幕僚監部調査部調査課 調査運用室勤務         | 自衛隊岩手地方協力本部長                   |
| 26 | 元脇康司   | 2006年07月31日 - 2008年11月30日 | 陸上自衛隊富士学校主任教官                      | 陸上自衛隊研究本部総合研究部 教訓課長      |
| 27 | 大野幸生   | 2008年12月01日 - 2011年04月18日 | 陸上自衛隊幹部学校学校教官                      | 陸上自衛隊幹部学校主任教官                 |
| 28 | 梶原直樹   | 2011年04月19日 - 2012年03月29日 | 陸上幕僚監部防衛部防衛課 業務計画班長           | 陸上幕僚監部人事部補任課長                 |
| 29 | 石丸信二   | 2012年03月30日 - 2014年03月22日 | 中部方面総監部防衛部訓練課長                    | 陸上自衛隊研究本部主任研究開発官           |
| 30 | 南川信隆   | 2014年03月23日 - 2016年03月22日 | 陸上幕僚監部教育訓練部教育訓練課 訓練・演習班長 | 陸上幕僚監部教育訓練部 教育訓練課長        |
| 31 | 岡部健     | 2016年03月23日 - 2018年07月31日 | 陸上幕僚監部運用支援・情報部 運用支援課企画班長 | 陸上自衛隊教育訓練研究本部 主任訓練評価官  |
| 32 | 川口貴浩   | 2018年08月01日 - 2020年12月21日 | 陸上幕僚監部運用支援・訓練部 運用支援課企画班長 | 陸上幕僚監部防衛部防衛課研究室長           |
| 33 | 竹内肇     | 2020年12月22日 - 2022年08月18日 | 陸上自衛隊教育訓練研究本部 企画調整官           |                                            |
| 34 | 万波大介   | 2022年08月19日 - 2024年07月31日 | 陸上幕僚監部人事教育部募集・援護課 援護班長     | 陸上自衛隊富士学校特科部教育課長           |
| 35 | 西﨑心     | 2024年08月01日 -                | 陸上自衛隊富士学校 諸職種協同センター計画課長   |                                            |

## 主要装備
- 99式自走155mmりゅう弾砲
- 99式弾薬給弾車
- 82式指揮通信車
- 対砲レーダ装置 JTPS-P16
- 対迫レーダ装置 JMPQ-P13
- 野戦特科射撃指揮装置 JGSQ-W3
- 気象測定装置 JMMQ-M5
- 野戦特科情報処理システム
- 1/2tトラック / 73式小型トラック
- 1 1/2tトラック / 73式中型トラック
- 3 1/2tトラック / 73式大型トラック
- 89式5.56mm小銃

過去の装備
- M44 155mm自走榴弾砲
- M52 105mm自走榴弾砲
- 35mm2連装高射機関砲 L-90
- 75式自走155mmりゅう弾砲

## 廃止（改編）部隊
- 1981年（昭和56年）3月24日廃止
  - 第7特科連隊第5特科大隊「7特-5-本」（東千歳駐屯地）：第7高射特科連隊に改編。
- 1994年（平成06年）3月27日廃止
  - 第7特科連隊本部中隊情報小隊「7特-本」（東千歳駐屯地）：情報中隊に増強改編。

- 2000年（平成12年）3月27日
  - 各特科大隊本部管理中隊管理整備小隊等を廃止して、第7後方支援連隊第2整備大隊特科直接支援中隊へ移管。

## 警備隊区
日高町、平取町、むかわ町、厚真町、安平町